# Добротешть (комуна, Долж)
Добротешть, Добротешті (рум. Dobrotești) — комуна у повіті Долж в Румунії. До складу комуни входять такі села (дані про населення за 2002 рік):
- Добротешть (1382 особи)
- Нісіпурі (647 осіб)

Комуна розташована на відстані 165 км на захід від Бухареста, 47 км на південний схід від Крайови.

## Населення
У 2009 року у комуні проживали 1949 осіб.

## Зовнішні посилання
- Дані про комуну Добротешть на сайті Ghidul Primăriilor [Архівовано 20 жовтня 2010 у Wayback Machine.]